# Mustafa Kemal Atatürk
Mustafa Kemal Atatürk, později znám jako Gazi Mustafa Kemal Paša, Kemal Atatürk a Kamâl Atatürk, (1881, Soluň – 10. listopadu 1938, Istanbul) byl turecký vojevůdce a státník, zakladatel a první prezident Turecké republiky (1923).

## Mládí a vojenská dráha

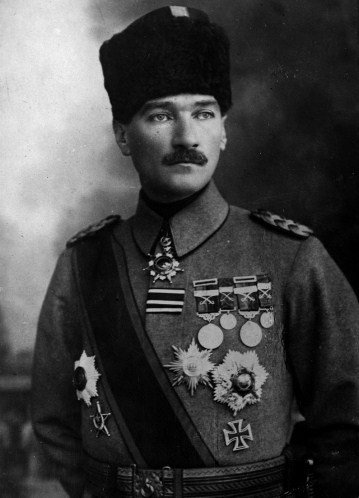
Mustafa Kemal Atatürk (1918)

Když se v tehdy osmanské, dnes řecké, Soluni jako syn celníka narodil, byl pojmenován Ali oğlu Mustafa (Mustafa, syn Alího), druhé jméno Kemal získal až ve škole. Mnohem později (1934) se ještě za svého života dočkal čestného příjmení Atatürk (Otec Turek – většinou nepřesně interpretováno jako Otec Turků).
Ali oğlu Mustafa byl synem soluňského celníka albánského původu, Aliho Rızy, a jeho manželky Zübeydy. Rodina patřila svým společenským postavením k rodinám nižšího úřednictva. Jako Turci byli navíc v Soluni vystaveni opovržení ze strany ostatních etnik – především Řeků a arabských a arménských obchodníků. Otec Ali Rıza opustil nevýnosný úřad a věnoval se obchodu se dřevem. Obchodníkem se měl stát i Mustafa, ale proti se postavila matka, která chtěla, aby jejich syn studoval náboženskou školu s výukou koránu. Mustafa nastoupil do muslimské školy, ale otec ho po pár dnech přihlásil do školy světské. Krátce poté otec zemřel, rodina byla finančně na dně a Zübeyda odešla s dětmi na venkov k příbuzným. Mustafa a jeho starší sestra od té doby nechodili do školy, ale pracovali jako pomocná síla na usedlosti svého strýce. Ve dvanácti letech se vrátil do Soluně, kde v roce 1893 uspěl v přijímacích zkouškách na vojenskou školu a posléze pokračoval do vojenských škol v Monastiru (1895) a Istanbulu (1899). O tři roky později byl přijat na istanbulskou vojenskou akademii, kterou v roce 1905 absolvoval s velmi dobrým prospěchem v hodnosti kapitána. Již tehdy se zajímal o politické dění a angažoval se jako mladý důstojník v mladotureckém hnutí, které vyústilo v revoluci, která svrhla sultána Abdulhamida II. Během italsko-turecké války odrazil jako velitel posádky přístavu Tobrúk italský výsadek, což byl jeden z mála úspěchů osmanské armády. Za 1. světové války roku 1915 sehrál jako velitel 19. divize rozhodující úlohu při obraně poloostrova Gallipoli proti dohodovému výsadku. Jako Mustafa Kemal Paša se rázem stal národním hrdinou. To mu později umožnilo postavit se proti sultánovi, vyhlásit zrušení Osmanské říše a postavit se do čela odporu proti západním mocnostem, jež měly v úmyslu Turecko rozdělit dle sèvreské mírové smlouvy se sultánem z roku 1920. Své vojenské nadání osvědčil, když v létě 1922 porazil řecká vojska na řece Sakarya a ubránil tak existenci Turecka v jeho dnešních hranicích. V té době dostal čestné přízvisko Gazi – turecky Dobyvatel. Jeho armáda mimo jiné zmasakrovala křesťanské obyvatelstvo Izmiru (Smyrny) po jeho dobytí na řeckém vojsku. Povražděni byli hlavně Arméni, ale i Řekové a další křesťané.

## Modernizace nového tureckého národního státu

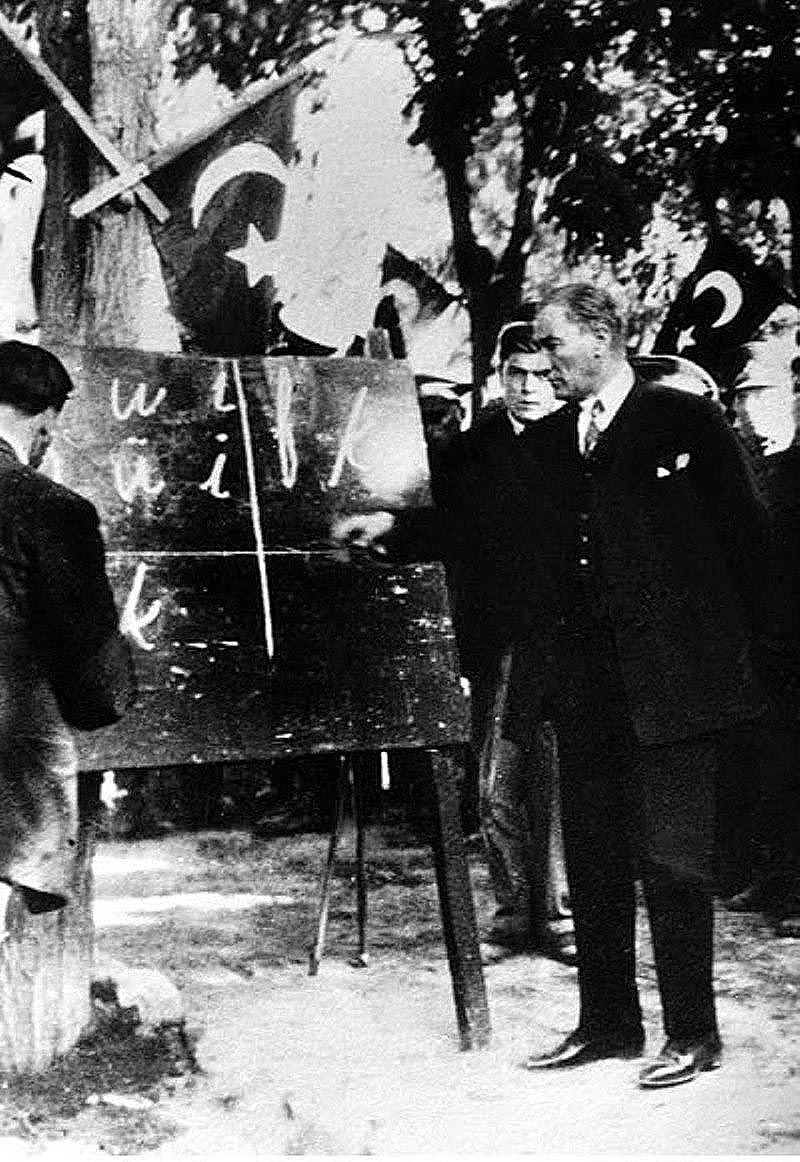
Mustafa Kemal Atatürk (1928)

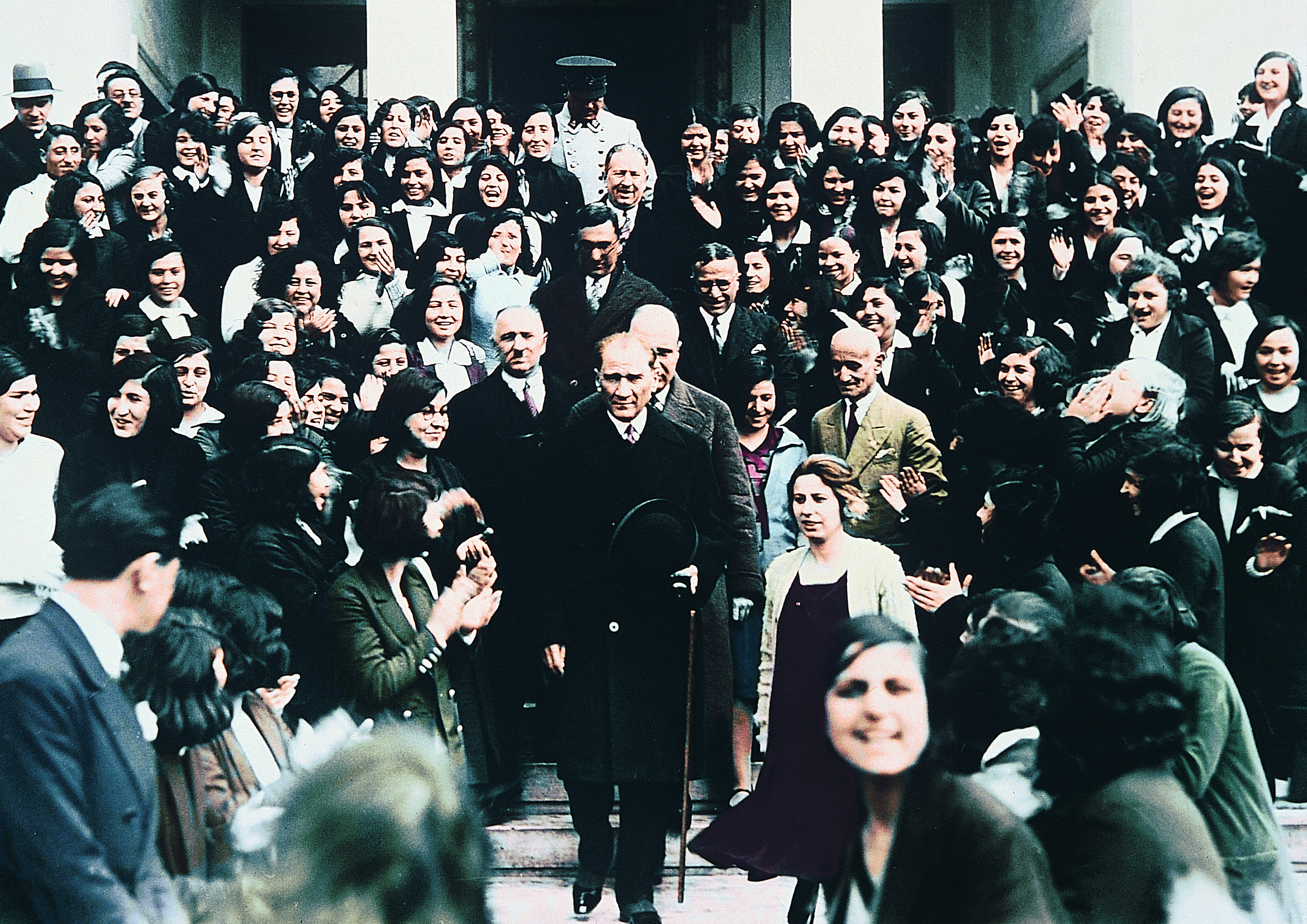
Atatürk na Izmirské střední škole (1931)

Po pádu Osmanské říše se jako generál stal prezidentem a vyhnal ze země sultána Mehmeda VI. Po sultánově odchodu převzal sultánův synovec Abdulmecid II. titul chalífy, čímž se stal duchovním vůdcem sunnitských muslimů. Mustafa Kemal ho pak vyhostil ze země, což pobouřilo konzervativní muslimy, stejně jako Mustafou Kemalem nařízené nošení evropských oděvů. Došlo také přemístění hlavního města Turecka z Istanbulu do Ankary: turecké hlavní město nemělo být vystaveno útokům cizích lodí, zejména však mělo být skoncováno s tradicemi a minulostí Osmanské říše. Z Ankary, která byla do té doby známá jen chovem angorských koček, se tak do roku 1960 stalo velkoměsto. V roce 1923 Mustafa Kemal vyhlásil republiku. I jeho další reformy sloužily k jednoznačné orientaci nové republiky na Evropu. Mustafa Kemal laicizoval a sekularizoval společnost (islám přestal být státním náboženstvím). V roce 1926 Turecko upustilo od islámského kalendáře a symbolicky tak přestoupilo ze 14. století do století dvacátého. Letopočet už nezačínal rokem útěku Mohameda do Medíny, ale narozením Krista. Hodiny se přestaly počítat od východu slunce do západu, ale počítaly se od půlnoci do půlnoci. Orientální systém měr a vah byl nahrazen desítkovým. Ženy získaly volební právo stejně jako muži, čímž Turecko o řadu let předběhlo i takové západní země jako Francii či Švýcarsko.
Roku 1928 zahájil Atatürk velkou reformu turečtiny. Místo tehdy obvyklého užívání elitní osmanské turečtiny (silně ovlivněné perštinou a arabštinou) zavedl jako státní jazyk lidovou turečtinu; od té doby Turci také používají upravenou latinku s některými přidanými znaky, která nahradila arabské písmo. Celý národ musel znovu chodit do školy, aby se nové písmo naučil. Pro děti byla zavedena všeobecná povinná školní docházka. Tím také výrazně napomohl ke zvýšení gramotnosti obyvatelstva. Nově se zavedla také příjmení (rok 1934), která se dědí po otci, tak jako v Evropě. Gazi Mustafa Kemal Paša se nechal Velkým národním shromážděním poctít a přijal příjmení Atatürk (Otec Turek – většinou nepřesně interpretováno jako Otec Turků). Arabská jména byla nahrazena tureckými, a to jak jména osob, tak i měst. Sám Kemal Atatürk se přejmenoval z arabského Kemal (Dokonalý) na turecké Kamâl (Pevnost).
Atatürk byl příznivcem národního darwinismu a zastával názor, že právo na existenci mají jen silné národy. Také proto ho velmi obdivoval Adolf Hitler. Srovnávání se svým obdivovatelem však Atatürk odmítl: „Já jsem zotročený národ přivedl ke svobodě, zatímco Hitler svobodný národ zotročil.“ Během doby národního socialismu v Německu pozval do Turecka německé vědce židovského původu, kteří na universitách v Istanbulu a Ankaře našli útočiště před pronásledováním.

## Atatürk a dnešní Turecko
Mustafa Kemal Atatürk zemřel (na cirhózu jater) roku 1938 a na jeho počest mu bylo roku 1953 vybudováno v Ankaře mauzoleum. Pro Turky je Kemal velkou autoritou a je považován za otce národa (Ata-türk znamená „Otec Turek“ – většinou nepřesně interpretováno jako „Otec Turků“). Dnes stojí téměř v každém městě jeho socha, jedno město v zemi se dokonce jmenuje Mustafakemalpaşa a Atatürk je zobrazen na všech bankovkách nových tureckých lir.
Kemal Atatürk nepožívá velké autority jen mezi obyvatelstvem, ale jako bývalý voják a generál zejména i v armádě, která se cítí být povinna bránit Atatürkem prosazené principy. To vedlo v minulosti k tomu, že na jedné straně se turecká armáda postavila pokusům o islamizaci státu,[zdroj?] na druhé straně – v rámci myšlenky jednotného státu – ale i všemu, co tuto jednotu v jejích očích ohrožovalo (kurdská otázka). Vliv armády na politické dění v Turecku je dodnes neobvykle silný.

## Atatürk a Československo

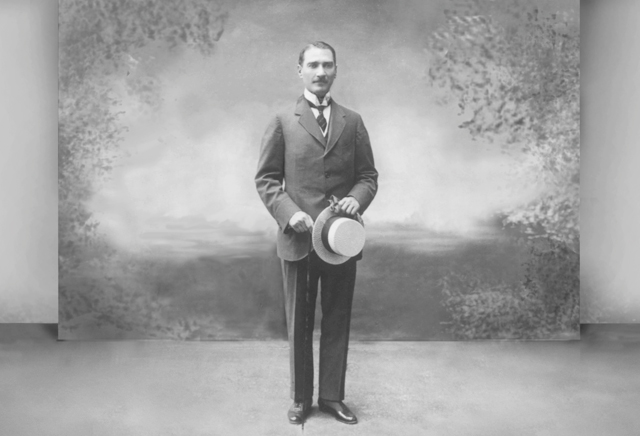
Atatürk v Karlových Varech (1918)

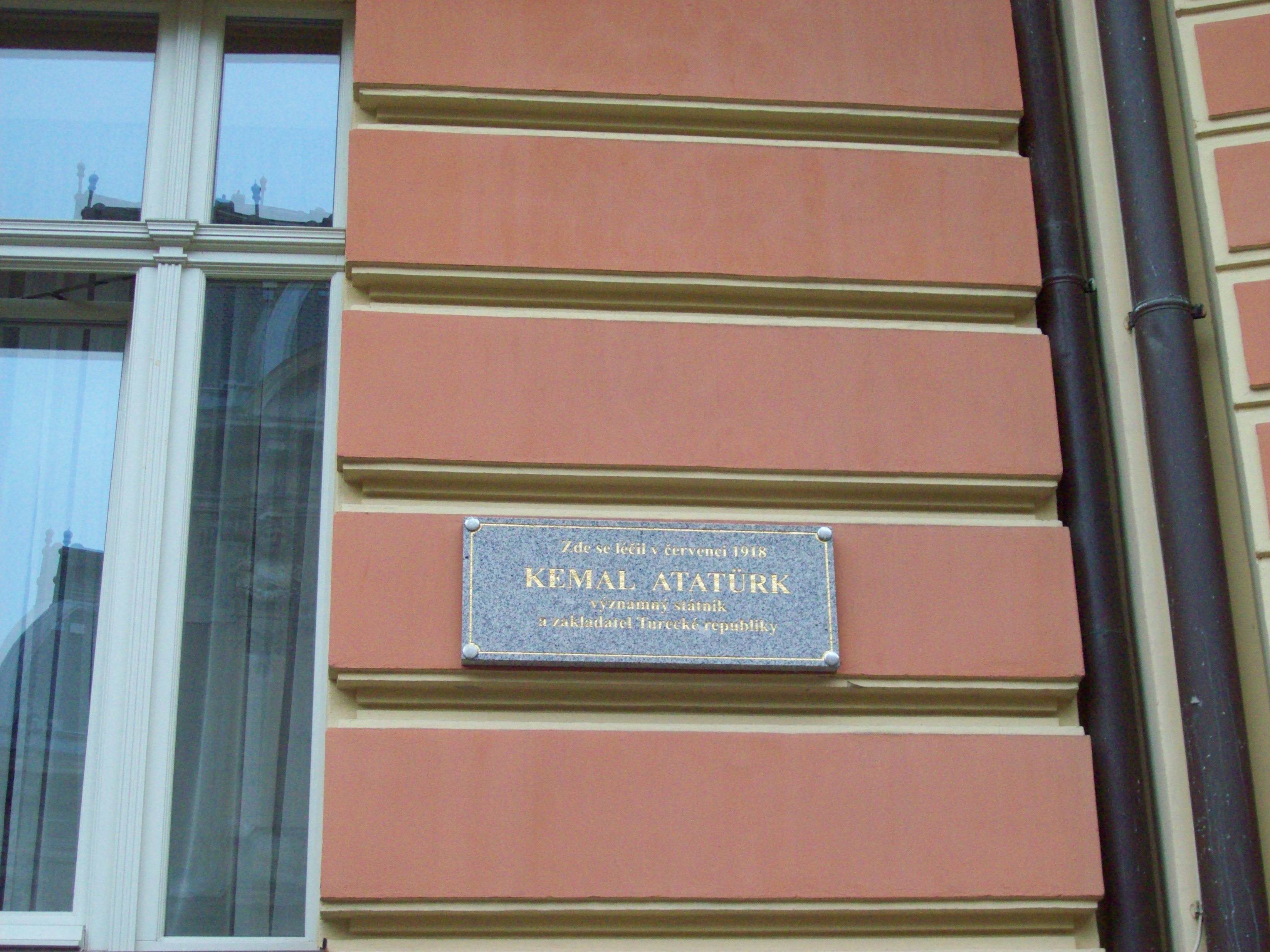
Pamětní deska v Karlových Varech

Ve dnech 30. června – 28. července 1918 pobýval Atatürk jako lázeňský host v Karlových Varech. Ubytoval se v hotelu Rudolfshof, který později dostal jméno Florencie a nyní po rekonstrukci nese jméno Carlsbad Plaza a nachází se proti historickým Císařským lázním. Na fasádě budovy hotelu je dnes pamětní deska s textem Zde se léčil v červenci 1918 Kemal Atatürk, významný státník a zakladatel Turecké republiky. V roce 2015 požádal karlovarské radní na žádost tureckých občanů žijících v České republice turecký velvyslanec v Praze o povolení k umístění sochy Atatürka poblíž hotelu Carlsbad Plaza v parku před Císařskými lázněmi. Proti tomu protestovala komunita Arménů v České republice, Arméni po Turcích chtějí uznání arménské genocidy z let 1915–1918.

## Film
- Atatürk, otec moderního Turecka; režie: Monika Czernin, Oliver Halmburger; Rakousko / Německo / Česko, 2018, 52 min.[5]